# 兰格雷奥
兰格雷奥（西班牙語：Langreo），是西班牙阿斯图里亚斯的一个市镇。总面积83平方公里，总人口45731人（2001年），人口密度551人/平方公里。